# Meredith Gourdine
Meredith Charles Gourdine (ur. 26 września 1929 w Newark, zm. 20 listopada 1998 w Houston) – amerykański lekkoatleta specjalizujący się w skoku w dal, uczestnik letnich igrzysk olimpijskich w Helsinkach (1952), srebrny medalista olimpijski w skoku w dal. 
Z zawodu był fizykiem.

## Sukcesy sportowe
- dwukrotny medalista mistrzostw Stanów Zjednoczonych w skoku w dal – srebrny (1952) oraz brązowy (1953)
- zwycięzca amerykańskich eliminacji olimpijskich w skoku w dal – 1952

| Rok  | Miasto | Zawody               | Konkurencja | Wynik         |
| ---- | ------ | -------------------- | ----------- | ------------- |
| 1948 | Londyn | Igrzyska olimpijskie | skok w dal  | srebrny medal |

## Rekordy życiowe
- skok w dal – 7,87 – Filadelfia 25/05/1951